# Jacob Philip von Schwerin
Jacob Philip von Schwerin, född 8 maj 1719 i Ringarums församling, Östergötlands län, död den 2 januari 1779 i Stockholm, var en svensk greve och riksråd.

## Biografi
von Schwerin föddes 1719 på Fyllingarum i Ringarums socken. Han var son till Claus Filip von Schwerin och Mariana Johanna Burensköld. von Schwerin blev 18 juni 1739 hovjunkare och 4 juli 1743 kammarherre. Han blev 2 mars 1747 regeringsråd i Pommern och fick blev riddare av Nordstjärneorden 21 november 1758 och kommendör av samma orden 28 april 1760. 27 juni 1763 blev han president i Wismarska tribunalet och blev riddare och kommendör av Serafimerorden 25 november 1765.
Han upphöjdes 8 november 1766 i grevligt stånd och inkallades vid hattpartiets seger 1769 i rådet. Där fick han sitta kvar även efter Gustav III:s revolution 1772. von Schwerin ärvde genom sin mor det stora Burenskiöldska fideikommisset (Borkhult).
von Schwerin ägde gårdarna Fyllingarum i Ringarums socken, Idingstad i Östra Hargs socken och Husby.

### Familj
von Schwerin gifte sig 28 augusti 1750 med grevinnan Charlotta Sofia Margareta von Bohlen (1734–1773). Hon var dotter till slottshauptmannen Carl Henrik Bernt von Bohlen och Anna Eleonora von Norman. De fick tillsammans barnen generalmajoren Curt Philip Carl von Schwerin (1751–1828), Mariana Eleonora von Schwerin (1752–1787) som var gift med kammarherren Verner Detlov von Schwerin, Charlotta Filippina von Schwerin (1755–1823) som var gift med överstelöjtnanten Vilhelm Wennerstedt och hovställmästaren Gustaf Adolf Klingspor, Jakob Vilhelm von Schwerin (1757–1763), generalmajoren och hovstallmästaren Adolf Ludvig von Schwerin (1759–1818), Axel August von Schwerin (1759–1760), kaptenen Carl Ulrik von Schwerin (1762–1806) och kontraktsprosten Fredrik Bogislaus von Schwerin (1764–1834).